# Harry Novillo
Harry Novillo (* 11. Februar 1992 in Lyon, Frankreich) ist ein französischer Fußballspieler. Novillo wird überwiegend als Mittelstürmer eingesetzt und seine Eltern kommen aus Martinique.

## Karriere

### Vereine
Novillo kam 1999 in die Jugendakademie von Olympique Lyon, nachdem er zuvor für einen Klub aus Saint-Fons gespielt hatte. Am ersten Spieltag der Ligue 1 am 7. August 2010 in der Saison 2010/11 gegen den AS Monaco feierte er sein Profidebüt, als er in der 83. Minute eingewechselt wurde. Danach wurde er für die restliche Saison nicht mehr im Profikader eingesetzt. In der Saison 2011/12 am 2. Spieltag der Ligue 1 am 13. August 2011 wurde er kurz vor Schluss gegen den AC Ajaccio eingewechselt. Anschließend wurde er für ein Jahr an Le Havre AC ausgeliehen. Trotz dass dieser Verein lediglich in der zweiten Liga spielt, kam er auch hier nur zu Kurzeinsätzen. In 16 Ligaspielen konnte er nur ein Tor erzielen. Allerdings spielte er für Le Havre auch zum ersten Mal für zwei Spiele im Coup de France 2011/12. Im Sommer 2012 musste er zurück nach Lyon und spielte in der Hinrunde der Saison 2012/13 keine Rolle. Dennoch feierte er sein internationales Debüt in der UEFA Europa League, als er gegen Sparta Prag und Hapoel Ironi Kirjat Schmona kurz vor Schluss eingewechselt wurde. Am 30. Januar 2013 wurde er bis zum Sommer 2013 an den Gazélec FC Ajaccio verliehen. Am 15. Februar schoss er in seinem ersten Spiel für seinen neuen Verein gleich ein Tor.
Zur Saison 2016/17 wechselte er zum türkischen Zweitligisten Manisaspor und verließ diesen im Januar 2017.

### Nationalmannschaft
Novillo spielte zweimal für die U-17 von Frankreich, konnte aber kein Tor erzielen. Für die U-19 von Frankreich konnte er in sieben Einsätzen zweimal einnetzen.

## Erfolge
Johor Darul Ta’zim FC
- Malaysia Super League: 2018

Baniyas SC
- UAE First Division League: 2017/18